# Зоряна брама (фільм)
«Зоряна брама» (англ. Stargate) — американсько-французький фантастичний бойовик 1994 року режисера Роланда Емеріха, випущений Metro-Goldwyn-Mayer і Carolco Pictures, в якому вперше представлений Всесвіт «Зоряних брам».
Головні ролі виконали Курт Рассел, Джеймс Спейдер, Джей Девідсон, Карлос Лаунчу, Джимон Хонсю, Ерік Аварі, Алексіс Крус, Мілі Авітал, Джон Діл, Френч Стюарт і Вівека Ліндфорс. Фільм оснований на ідеї палеоконтакту, за якою в минулому люди зустрічали високорозвинених прибульців з інших планет. Сюжет зосереджується на пригодах команди, яка завдяки віднайденому на Землі пристрою «Зоряна брама» переноситься на іншу планету, де зустрічає істот, що видавали себе за богів Давнього Єгипту.
Спочатку передбачалось зняти декілька епізодів фільму, однак його творці Роланд Емеріх та Дін Девлін були зайняті зніманням блокбастера «День незалежності», тому був знятий один фільм тривалістю 2 години. Пізніше сюжет фільму послугував основою для одного з найуспішніших науково-фантастичних телесеріалів — «Зоряна брама: SG-1».

## Сюжет
Фільм починається зі сцени, де вночі первісних людей будить поява в небі яскравого світла. Один з них не лякається і йде назустріч світлу. 1928 року група археологів, що працювали поблизу пірамід на плато Гіза в Єгипті, знаходить велике кільце невідомого призначення. В наш час археолог Деніел Джексон виступає з позицією, що фараони не будували пірамід, але його осміюють. На вулиці його зупиняють представники військово-повітряних сил, які пропонують проїхати кудись з ними. В автомобілі він знайомиться з жінкою похилого віку, яка пропонує роботу, пов'язану з розшифруванням стародавніх написів. Оскільки Деніела виселили з квартири і він не має роботи, Деніел погоджується.
Працюючи в комплексі Creek Mountain (Колорадо), Деніел виправляє переклад написів, зроблених 10000 років тому, де знаходить фразу «Зоряна брама». Деякі знаки, як він з'ясовує, означають сузір'я. Дослідники показують йому Браму, що виявляється іншопланетним пристроєм, а жінка, яка запросила Деніеля на роботу, Кетрін, розповідає, що її батько і знайшов цей артефакт.
Пристрій вдається запустити, ввівши визначені знаки. Посланий робот переноситься через Браму на іншу планету, придатну для життя, де розміщена подібна Брама. В склад майбутньої експедиції туди включається і Джексон як знавець ієрогліфів. Кетрін дає йому амулет, знайдений біля розкопок, після чого експедиція вирушає на іншу планету. Команда на чолі з Джеком О'Ніллом опиняється в піраміді посеред пустелі. Повернення поки неможливе, оскільки невідомо в якому порядку слід розташувати знаки на Брамі.
Згодом експедиція натрапляє на поселення людей з лідером Касуфом, котрі сприймають землян за богів. Крім того вони видобувають мінерал, з якого виготовлена Брама. Починається піщана буря, а землянам влаштовують пишний прийом. Тим часом на піраміду здійснює посадку космічний корабель, істоти з якого, подібні на давньоєгипетських богів, захоплюють землян, що там залишилися. Джексон дізнається, що аборигенам заборонено писати, і близько 10 000 до н. е. істота на ім'я Ра, представник вимираючого виду, виявив Землю, населену людьми. Ра перетворив людей на рабів і змусив їх поклонятися собі як давньоєгипетському богу Сонця Ра, а сам захопив тіло одного з людей. Частину рабів було переправлено на цю планету, щоб добувати рідкісний метал. Проте близько 3000 до н. е. єгиптяни здійняли повстання і поховали Браму під піском, а Ра Земля більше не була потрібна, оскільки рабів вистачало. Пізніше Деніел знаходить частину адреси Землі.
Повернувшись в піраміду, група потрапляє в полон до Ра, котрий знайшов у землян атомну бомбу і через це впевнений, що вони прибули вбити його. Заразом прибульці обстрілюють і поселення аборигенів. Ра збирається відправити бомбу на Землю, підсиливши її своїми технологіями, і так знищити землян, яких «створив». Він зцілює пораненого Деніела в саркофазі, щоб використати його для демонстрації своєї влади. В цей час дочка Касуфа, Ша'урі, яка разом з Деніелом прочитала приховану історію свого народу, здіймає повстання проти Ра. Озброєні земною зброєю, аборигени беруться за боротьбу, попри те, що чужопланетяни володіють енергетичною зброєю та авіацією.
Земляни проникають в піраміду та навчають колишніх рабів воювати. Деніел виліковує від ран Ша'урі за допомогою саркофага, але його ледь не вбиває Ра. Чужопланетянин збирається відіслати бомбу, підсилену своїми технологіями, на Землю. Проте в підсумку, зіткнувшись із бунтом рабів, він мусить тікати з планети, а Деніел відправляє бомбу, таймер якої О'Ніл не може спинити, на його ж корабель через телепорт. Вибух знищує корабель разом з Ра. Деніел вирішує залишитися на планеті, а решта повертаються на Землю.

## Ролі
- Курт Рассел — полковник Джек О'Нілл, льотчик ВПС США, який має суїцидальну депресію після того, як його син випадково стріляє і вбиває себе з власного пістолета О'Ніла. Коли його профпридатність відновлена, він охоче вступає в загін Stargate, повністю усвідомлюючи, що він, найімовірніше, не виживе й не повернеться на Землю.
- Джеймс Спейдер — д-р Деніел Джексон, професор, який не знаходить визнання своєї теорії, що Велика піраміда в Гізі була побудована не фараонами IV династії.
- Джей Девідсон — Ра, могутній іншопланетянин у людській формі. Після подорожей всесвітом у пошуках нового господаря, який зможе витримати його тіло, що вмирає. Ра вселився в земного підлітка-хлопчика і поневолив народ планети Земля. Використавши зоряну браму, він переносив людей на іншу планету (де відбувається більша частина фільму), поки люди на Землі не повстали і не поховали пристрій.
- Ерік Аварі — Касуф, лідер місцевих людей, що живуть в місті недалеко від зоряної брами, батько Ша'урі та Скаари.
- Алексіс Крус — Скаара, син Касуфа та брат Ша'урі. Скаара і його друзі допомогли О'Нілові і його людям боротися з Ра.
- Мілі Авіталь — Ша'урі, дочка Касуфа. Касуф пропонує Ша'урі Даніелю Джексону в дар для шлюбу.
- Джон Діл — підполковник Кавальські, другий командир загону після О'Ніла.
- Френч Стюарт — лейтенант Феретті, член команди О'Ніла.
- Вівека Ліндфорс — доктор Кетрін Ленгфорд, цивільна лідер проєкту Stargate, яка була присутня, коли знайшли зоряну браму в Гізі в 1928 році, де її батько дав їй амулет із зображенням Ока Ра. Передостання роль Вівеки.
- Леон Ріппі — генерал Вест, командир корпусу підземного комплексу з зоряною брамою.
- Річард Кінд — доктор Гері Майєрс, доктор, що досліджує зоряну браму.
- Рей Аллен — доктор Барбара Шор, лікар-дослідник з команди комплексу зоряної брами.
- Дерек Вебстер — лейтенант Браун, у складі команди О'Ніла.
- Крістофер Джон Філдс — лейтенант Фрімен, член команди О'Ніла.
- Джек Мур — старший рядовий Рейлі, член команди О'Ніла.
- Стів Гіанеллі — лейтенант Порро, член команди О'Ніла.
- Джимон Гонсу — Гор, особистий охоронець Ра.
- Карлос Лаунчу — Анубіс, особистий охоронець Ра.

## Виробництво
Це перший фільм в історії кінематографа з офіційним вебсайтом. Його створив продюсер і автор сценарію Дін Девлін, розмістивши на сайті постер, скріншоти, фотографії зі зйомок, трейлер і різну інформацію про акторів.

### Сценарій
В основі фільму лежить ідея американського письменника Захарії Сітчина про анунаків — інопланетян, які нібито відвідали в доісторичні часи Землю з метою видобутку золота. 
Попри те, що назва невідомої планети ніколи не згадується у фільмі, телесеріал «Зоряна брама: ЗБ-1» (1997) пізніше розкрив її — Абідос. Хоча в фільмі сказано, що планета розташована в галактиці Каліма, в телесеріалі її розташування змінюється, щоб бути в межах Чумацького Шляху (подорож до іншої галактики вимагає поєднання восьми, а не семи символів).

### Кастинг
Алексіс Круз (Скаара) і Ерік Аварі (Касуф) — єдині актори, які з'являються як у х/ф «Зоряна брама», так і в т/с «Зоряна брама: ЗБ-1» (1997).

### Знімання
Істоти на планеті, схожі на коней, — це насправді справжні конячки з костюмами зверху. Також використовували собак.
У масовці часто використовували манекени, бо вони були дешевшими за статистів.
Джей Девідсон (Ра) відмовився виймати кільця з сосків, і цим створив багато труднощів костюмеру і оператору.
Згідно з коментарями до DVD, група напівоголених юнаків, які оточують Ра, була навмисно включена, щоб створити неспокій серед глядачів.
Девід Арнольд працював клерком у магазині звукозапису в Англії, коли Дін Девлін і Роланд Еммеріх найняли його, щоб створити музику до фільму.

### Реліз
Як це часто трапляється в Мексиці з більшістю назв фільмів, перекладених з англійської, назва і цього фільму не була буквальним перекладом оригінального заголовку. «Зоряна брама» перетворилася на «La puerta del tiempo». У перекладі означає дослівно «Брама часу». Деякі кіномани помилково думали, що далеко розташована планета, до якої вирушила команда військовиків, була насправді Стародавнім Єгиптом. Таке припущення серйозно заплутало сюжет для мексиканських глядачів.

## Оцінки й відгуки
На Rotten Tomatoes фільм зібрав 53 % схвальних рецензій від кінокритиків, але 73 % — від пересічних глядачів.
Роджер Еберт відгукнувся, що «Зоряна брама» має один з найдивніших сюжетів, який багато обіцяє, проте врешті зводить дію до типових кліше бойовиків. Головна вада фільму в тому, що він не дає відчуття подорожі на інший кінець всесвіту — герої зустрічають там усе те, чого слід було очікувати від творів такого роду — від лиходія зі спотвореним голосом і до зворотного відліку на таймері бомби.
Девід Гантер у «The Hollywood Reporter» писав, що в «Зоряної брами» є незвичайний акторський склад та оригінальна історія, що доповнюються відмінними декораціями та музикою. І хоча «Зоряна брама» використовує традиційні науково-фантастичні елементи, головна її привабливість полягає в персонажах.
Згідно зі Скоттом Міґнолою з Common Sense Media, фільм запозичує елементи з «Індіана Джонс: У пошуках втраченого ковчега» та «Дюни», але переставляє їх так, що це виглядає (принаймні на початку) унікально та відносно витончено. Відзначалося, що персонажі клішовані, хоча роль Джеймса Спейдера викликає симпатію. Фільм, як стверджував критик, не має якоїсь глибокої ідеї, але слугує хорошою розвагою для підлітків.

## Нагороди
У 1995 фільм здобув численні нагороди, з-поміж яких: премія «Сатурн» за найкращий науково-фантастичний фільм, BMI Film Music, «Золотий екран», а також нагороди від журналу «Sci-Fi Universe Magazine» — найкращий науково-фантастичний фільм, найкращі візуальні ефекти у жанровому фільмі, та найкраща актриса другого плану в жанровому фільмі.